# نرم (بايين خيابان ليتكوة)
نرم (بالفارسية: نرم) هي قرية تقع في إيران في قسم بایین خیابان لیتکوة الريفي. يقدر عدد سكانها بـ 19 نسمة بحسب إحصاء 2016.